# .eus
.eus — домен верхнего уровня для баскского языка. Аббревиатура eus происходит от баскского эндонима euskara, что означает «баскский язык». Ранее, до его создания, домен .eu (Европейский союз) также использовался для этой цели, хотя и неофициально. В 2008 году .cymru, .eus, .scot и .bzh образовали ECLID. 10 июня 2013 года ICANN одобрила создание домена. Использование доменного имени было ограничено до марта-апреля 2014 года, однако ICANN способствовала запуску программы, отвечающей требованиям eus, которая позволила определенным веб-сайтам претендовать на домен .eus до этой общей даты регистрации.
По состоянию на март 2023 года в доменной зоне .eus насчитывалось 13 945 активных доменов.